# 大津市立瀬田南小学校
大津市立瀬田南小学校（おおつしりつ せたみなみしょうがっこう）は、滋賀県大津市三大寺にある公立小学校。

## 沿革
- 1976年（昭和51年）4月1日 - 大津市立瀬田小学校から分離し、開校。

## 基礎データ

### 象徴
- 校歌 - 作詞：西原光枝、作曲：菅井美代子[1][2]
- 校章 - 瀬田の唐橋にある擬宝珠（）と「南」という漢字をかたどったもの[1]。

### スローガン
- 校訓 - 自我作古[1][2]
- 教育目標 - やさしく、かしこく、たくましく[3]

※上記の他、「南っ子のあたりまえ」として挨拶・靴・掃除に関する3つの合言葉がある。

## 通学区域
- 大津市
  - 瀬田一丁目 - 瀬田六丁目 ・瀬田橋本町 ・神領一丁目 - 神領五丁目 ・瀬田神領町 ・野郷原一丁目及び野郷原二丁目・松陽一丁目 - 松陽四丁目 ・三大寺 ・玉野浦の全域と大江二丁目の一部[4]

## 主な進学先
- 大津市立瀬田中学校[4]

## アクセス
- JR琵琶湖線（東海道本線）瀬田駅または石山駅から近江鉄道バス。「瀬田南小学校前」停留所下車、徒歩約2分[5]。  - （京阪石山坂本線は京阪石山駅または唐橋前駅下車。両駅から近江鉄道バスに乗換え）